# Myrmecia nigriscapa
Espèce
Myrmecia nigriscapa est une espèce de fourmis originaire d'Australie. Les plus fortes populations de cette fourmi géante se trouvent au sud-ouest de l'État d'Australie-Occidentale, au sud-est de l'État d'Australie-Méridionale et dans la région de Melbourne (État de Nouvelle-Galles du Sud).
L'espèce est décrite pour la première fois en 1861 par Julius Roger (d) (1819–1865), médecin et entomologiste allemand, collaborateur d'Ernst Gustav Kraatz.

## Nom vernaculaire et classement
Du fait de son agressivité, cet insecte social est aussi connu sous le nom vernaculaire de « fourmi bouledogue ».
La fourmi bouledogue appartient au genre Myrmecia, à la sous-famille Myrmeciinae.
La plupart des ancêtres des fourmis du genre Myrmecia n'ont été retrouvés que dans des fossiles, à l’exception de Nothomyrmecia macrops, seul parent vivant actuellement.

## Biologie
La taille des ouvrières de l'espèce Myrmecia nigriscapa varie de 17 à 25 mm de long ; la taille des reines varie de 23 à 26 mm de long et celle des mâles de 16 à 20 mm. Myrmecia nigriscapa présente une tête et un thorax rouges, un abdomen brun et noir à son extrémité, des antennes et des pattes brunes. Ses mandibules sont d'un jaune tirant vers le brun. Son corps est couvert de poils jaunes épars et fins.